# Масляник Олександр Іванович
Олекса́ндр Іва́нович Масля́ник (5 серпня 1956, Рахів, Закарпатська область)  — український журналіст, письменник, публіцист, редактор і видавець. Заслужений журналіст України, лауреат Міжнародних літературних премій імені Ірини Вільде, імені В. Винниченка та імені Пантелеймона Куліша, літературної премії «Князь роси» імені Тараса Мельничука, міжнародної літературно-наукової премії Українського Вільного університету (США), Міжнародної літературно-мистецької премії імені Вільгельма Маґера (Німеччина), журналістської премії імені В. Чорновола. Член Національної спілки письменників України з 2016 року та Національної спілки журналістів України з 1980 року. Почесний громадянин Рахова. Почесний член Ставропігійського братства.

## Життєпис
Народився 5 серпня 1956 року у м. Рахові, Закарпатської області, українець. Батько Іван Юрійович (1920—1996) — журналіст; мати Єва Василівна (1933—2022); дружина Олена Петрівна (Дзюба,1959) — хореограф, приватний підприємець, донька Олена (1979) — журналіст, син Володимир (1986) — фахівець з міжнародних економічних відносин, онуки Олександр (1999) — фахівець з міжнародних економічних відносин і бізнесу, Володимир (2009) та Максим (2017).
Закінчив факультет журналістики Львівського державного університету ім. І. Франка (1979); підготував автореферат кандидатської дисертації на тему «Проблеми народної освіти у висвітленні галицької преси другої половини ХІХ — початку ХХ ст.», автор ряду досліджень у наукових збірниках.
1979—1985 — кореспондент, головний редактор тижневика «Трибуна робітника», м. Львів. 1985—1990 — громадська робота. 1990-96 — заступник головного редактора, політичний оглядач газети «За вільну Україну». 1996—2002 — генеральний директор, політичний оглядач Львівської обласної державної телерадіокомпанії. 2002—2006 — головний редактор газети «Український шлях». З 2006 і до 2016 року — головний редактор «Газети.ua» і газети «Центр Європи» (2015-17). З 2007 року очолює журнал «Ґражда», з 2019 року — головний редактор журналу «Гуцульщина і Покуття».
1999 — слухач Української академії державного управління при Президентові України, державний службовець 9 (дев'ятого) рангу.
Володіє англійською, польською і російською мовами. Живе і працює у Львові. Автор численних публікацій у вітчизняній та зарубіжній періодиці. Твори Олександра Масляника перекладалися сербською, румунською, словацькою та російською мовами.
2010 — заснував власне видавництво «Тиса», вперше в Україні у повному обсязі видав дилогію письменника-емігранта Михайла Ломацького, повертає з небуття призабуті імена. У заснованій ним серії «Бібліотека журналу „Ґражда“ побачили світ десятки книг вітчизняних і зарубіжних авторів.

## Творчість

### Автор книг
- художньої прози „Каміння на всіх“ (2009),
- лірики „Згадай мене у вранішній молитві…“ (2011),
- есеїв „Люди з Вавилону“ (2005),
- есеїв „Звір зі Сходу“ (2020),
- есеїів „Місія“ (2024).

Публіцистика
- „Гуцульщина у Львові“ (2012),
- „Художники Закарпатської Гуцульщини“ (2013),
- „Сповідь душі“ (2014),
- „На крутозламі“ (2016),
- „300 імен Рахівщини“ (2020),
- „Словник говірки Закарпатської Гуцульщини“ (2022),
- „Шо кому смакує — най собі пакує!“ (2025).

### Сценарії та продюсування телефільмів
- „Побачення зі Львовом“,
- „Україна вітає Папу“,
- „Мости єднання“,
- „Маленькі історії Руського Керестура“.

Упорядник і редактор книг
- „Народний владика Іван Маргітич“ (2013),
- „Черемошу“ грають хвилі» (2013),
- «Ясіня в гомоні століть» (2013),
- «Пісні „Черемошу“ (2013),
- Саманта Рац-Стоїлькович „Десь близько“ (2014),
- Михайло Ломацький „Заворожений світ“  (2014),
- Леся Жигайло-Сусідко „Я повернулась у весну…“ (2014),
- Юрій Боберський „Журавлі“ праукраїнської землі» (2014),
- Василь Шпіцер «Рікою пам'яті» (2014),
- Дмитро Коренюк «На дарабі до Європи» (2015),
- Юрій Шкрумеляк «Загублений черевичок» (2015),
- Микола Волощук, Олена Масляник «Рахівщини славні імена» (2016),
- «Гуцульщина в плині віків: історія і культура» (2016),
- Петро Гавука,  Олена Масляник  «Гуцульська кухня» (2016),
- Михайло Гафія Трайста «Між коханням і смертю» (2018),
- «Долі на вістрі пера» (2019),
- о. Василь Носа «Скріплені вірою й окрилені Церквою» (2020),
- Володимир Кобринський «Будитель і будівничий» (2022),
- Богдан Ткачук «Безодня гріха. Від Голокосту до геноциду» (2022),
- Василь Шорбан «Вішовельські співанки» (2023),
- Богдан Ткачук «Гарвіла» (2023),
- Богдан Ящун «Нас весна не там зустріла» (2023).

## Відзнаки
- Заслужений журналіст України (2003);
- Почесний громадянин Рахова (2007);
- Лауреат премії імені В.Чорновола (2008);
- Нагорода «Золоте перо» Національної спілки журналістів України (2009);
- Медаль «До 100-річчя від дня народження С. Бандери» (2009);
- Орден-відзнака «Патріот Гуцульщини» (2012);
- Лауреат Міжнародної літературної премії імені Ірини Вільде (2016);
- Лауреат Міжнародної літературної премії імені В. Винниченка (2016);
- Орден Святого Рівноапостольного князя Володимира Великого III ступеня УПЦ КП (2017);
- Відзнака «За особливі заслуги перед Гуцульщиною» (2018);
- Лауреат літературної премії «Князь роси» імені Тараса Мельничука (2021);
- Відзнака УГКЦ «Ієрусалимський хрест»(2021);
- Лауреат Міжнародної літературно-наукової премії імені Воляників-Швабінських Українського Вільного університету (США, 2021);
- Лауреат Міжнародної літературно-мистецької премії імені Вільгельма Маґера (Німеччина, 2022);
- Лауреат Міжнародної літературно-мистецької премії імені Пантелеймона Куліша (2024);
- Орден святого апостола Андрія Первозваного (2024).